# 12-5-87 (aprite i vostri occhi)
12/5/87 (aprite i vostri occhi) è il secondo album live ufficiale della rockband italiana Litfiba, pubblicato nel 1987.

## Il disco
L'album è tratto dall'ultima data del tour di 17 re, cominciato pochi mesi prima in Australia. Il concerto, tenutosi al Tenax di Firenze, fu registrato da Daniele Trambusti (che sostituirà Ringo de Palma alla batteria dal 1990). L'album comprende brani come Apapaia, Come un Dio, La Preda, Resta e Ballata.
La scaletta eseguita quella sera era certamente più estesa rispetto a quella apparsa nell'LP; esiste infatti il documento filmato del concerto che dimostra come (per ovvi motivi di spazio su disco) siano stati cancellati dalla scaletta dell'album diversi pezzi suonati spesso in quel periodo, come Eroi nel vento, Onda Araba, Istanbul e Guerra.
La registrazione originale non ha subito, in seguito al mixaggio in studio, sovraincisioni di sorta.

## Tracce

### CD
1. Come un Dio – 8:03 (Litfiba)
2. Resta – 2:57 (Litfiba)
3. La preda – 3:11 (Litfiba)
4. Cane – 4:07 (Litfiba)
5. Tziganata – 4:32 (Litfiba)
6. Ferito – 7:28 (Litfiba)
7. Apapaia – 5:02 (Litfiba)
8. Re del silenzio – 5:19 (Litfiba)
9. Vendette/Luna – 17:17 (Litfiba)
10. Ballata – 5:13 (Litfiba)

Durata totale: 63:09

### Concerto del 12/05/87
Ecco la lista dei brani eseguiti effettivamente quella serata
1. Come un dio (Litfiba)
2. Resta (Litfiba)
3. La preda (Litfiba)
4. Eroi nel vento (Litfiba)
5. Cane (Litfiba)
6. Apapaia (Litfiba)
7. Ballata (Litfiba)
8. Vendette (Litfiba)
9. Luna (Litfiba)
10. Onda araba (Litfiba)
11. Tziganata (Litfiba)
12. Ferito (Litfiba)
13. Re del silenzio (Litfiba)
14. Come un dio (Litfiba)
15. Istanbul (Litfiba)
16. Guerra (Litfiba)
17. Come un dio (strumentale) (Litfiba)

## Formazione
- Piero Pelù - voce
- Ghigo Renzulli - chitarra
- Gianni Maroccolo - basso
- Antonio Aiazzi - tastiere
- Ringo De Palma - batteria, cori